# Frognerjev park
Frognerjev park (norveško Frognerparken) je javni park v osrednjem okrožju Østkant Frogner v Oslu na Norveškem. Park je zgodovinsko del Frognerjevega dvorca in je največji park v Oslu, ki je ves čas odprt za javnost. Vključuje dvorec, ki je sedež muzeja v Oslu, bližnji paviljon Henriette Wegner, instalacijo Vigelandovih skulptur (norveško Vigelandsanlegget), ki jo je ustvaril kipar Gustav Vigeland, Frognerjeve kopeli, stadion, kavarno Frognerparken, restavracijo Herregårdskroen in največjo zbirko vrtnic v državi s 14.000 rastlinami 150 vrst. Frognerjev park je najbolj obiskana turistična atrakcija na Norveškem.
Frognerjev dvorec je bil zgodovinsko eno največjih posestev na sodobnem območju Osla. Imena parka, celotnega okrožja Frogner in Frognerseteren izhajajo iz Frognerjevega dvorca. Dvorec stoji na jugu parka in v njem je muzej Osla, ki so ga tam odprli leta 1909. Bližnji paviljon Henriette Wegner je bil v 1830-ih prestavljen iz Blaafarveværketa. Frognerjev park je bil postopoma odprt kot javni park od leta 1904 in leta 1914 je bila tam jubilejna razstava. Od leta 1924 je bila v delih parka kiparska zgrajena instalacija Gustava Vigelanda. Sestavljajo jo tako skulpture kot tudi večje strukture, kot so mostovi in fontane. Postavitev ni ločen park, temveč so skulpture znotraj večjega Frognerjevega parka. Neuradno se Vigelandova instalacija včasih imenuje Vigelandov park ali Park Vigelandovih skulptur; direktor muzeja v Oslu Lars Roede je dejal, da Vigelandov park »v resnici ne obstaja« in je »ime turistov«, v nasprotju z »bolj prizemljenim imenom domorodcev v Oslu, Frognerjev park«.
Park Frognerjevega dvorca je bil zgodovinsko manjši in je bil središče dvorca, kot baročni park pa ga je v 18. stoletju uredil njegov lastnik, kasnejši general Hans Jacob Scheel. Kot romantični park ga je v 19. stoletju uredil takratni lastnik, industrialec Benjamin Wegner. Veliki deli posesti so bili prodani, da bi dali prostor za širitev mesta v 19. stoletju, preostalo posestvo pa je leta 1896 kupila občina Christiania in ga spremenila v javni park.
Frognerjev park je največji park v mestu in obsega 45 hektarjev; kiparska instalacija je največji park kipov na svetu, ki ga je izdelal en umetnik. Frognerjev park je najbolj priljubljena turistična atrakcija na Norveškem, vsako leto ga obišče med 1 in 2 milijona obiskovalcev in je ves čas odprt za javnost. Frognerjev park in Vigelandova instalacija (norveško Frognerparken og Vigelandsanlegget) sta bila 13. februarja 2009 zaščitena z zakonom o dediščini kot prvi park na Norveškem.

## Zgodovina
Sredi 18. stoletja je Hans Jacob Scheel, takratni lastnik Frognerjevega dvorca, uredil baročni vrt ob svoji novi graščini. Razširili so ga ljudje, ki so mu sledili, začenši z Berntom Ankerjem (1746–1805), ki je leta 1790 kupil Frognerja in razširil glavno stavbo. Leta 1836 je dvorec kupil Benjamin Wegner, ki je okrog leta 1840 vrt preuredil v romantični park. Kasneje je bila večina obdelovalne zemlje prodana zasebnikom.
Približno en kvadratni kilometer je ostal, ko je mesto Oslo leta 1896 kupilo nepremičnino, da bi zagotovilo prostor za nadaljnji urbani razvoj. Občinska oblast se je okoli leta 1900 odločila, da bo uredila park za rekreacijo in šport. Frognerjev stadion je bil odprt v bližini ceste in območje v bližini stavb je bilo odprto za javnost leta 1904. Norveški arhitekt Henrik Bull je zasnoval teren in nekatere stavbe, postavljene v parku za jubilejno razstavo leta 1914.
Občinska vlada se je nato odločila, da se vodnjak Gustava Vigelanda ter vsi njegovi spomeniki in kipi postavijo v park. Območje je bilo pripravljeno za vodnjak Gustava Vigelanda leta 1924, končni načrt pa je leta 1932 izdal mestni svet. Večina kipov prikazuje ljudi, ki se ukvarjajo z različnimi tipično človeškimi opravili, kot so tek, rokoborba, ples, objemi, držanje za roke ipd. Vendar pa je Vigeland občasno vključil nekaj kipov, ki so bolj abstraktni, vključno z enim kipom, ki prikazuje odraslega moškega, ki se bori proti hordi dojenčkov.
- Bodoči general in komornik Hans Jacob Scheel (lastnik Frognerja od leta 1747) je okoli leta 1750 uredil baročni vrt
- Industrialec Benjamin Wegner (lastnik Frognerja od leta 1836) je okoli leta 1840 spremenil vrt v romantičen park
- Krajinski arhitekt in mestni vrtnar Marius Røhne je bil osrednja oseba pri razvoju parka od začetka 20. stoletja
- Kipar Gustav Vigeland je kiparsko postavitev v središču sedanjega povečanega parka ustvarjal od 1920-ih do svoje smrti leta 1943.

## Dvorec
Graščinske stavbe so v južnem delu parka. Stavbe v slogu danske podeželske hiše so bile zgrajene v 1750-ih, ko je lastništvo prevzel Hans Jacob Scheel. Potem ko je leta 1790 posestvo prevzel Bernt Anker, ki je bil najbogatejši Norvežan, so stavbe še razširili, dvorec pa je postal eno najpomembnejših stičišč norveške visoke družbe. Ponovno jih je obnovil industrialec Benjamin Wegner, ki je postal lastnik leta 1836 in je stolp preselil v glavno stavbo.
Pod Wegnerjem so bile zgrajene tudi nekatere okoliške stavbe, paviljon Henriette Wegner na bližnjem hribu Utsikten ('Razgled') in furmanska hiša pri glavnih vratih pred dvorcem. Paviljon je bil poročno darilo Wegnerja njegovi ženi Henriette Wegner (rojeni Seyler) in je bil v 1830-ih preseljen iz Blaafarveværketa. To je klasičen osmerokoten okrogel tempelj s stebriščem. Strop je poslikana miniaturna replika kupole Panteona v Rimu. Pred glavnimi stavbami je za Wegnerja zgrajena tudi sončna ura.
Danes dvorec zaseda Mestni muzej Oslo.
Zunaj graščinskih zgradb sta tudi kavarna, odprta leta 1918 (Frogner Park Café) in restavracija, odprta leta 1960 (Herregårdskroen).

## Vigelandova instalacija – skulpture v Frognerjevem parku
Vigelandova instalacija (norveško Vigelandsanlegget), prvotno imenovana instalacija Tørtberg, je v sedanjem središču parka. To je ime postavitve skulptur in ne območja kot takem, saj se celoten park imenuje Frognerjev park. Vigelandova instalacija v Frognerjevem parku se včasih imenuje Vigelandov park, vendar to ime nima uradnega statusa, se v Oslu ne uporablja pogosto in velja za netočno; direktor muzeja v Oslu Lars Roede je dejal, da Vigelandov park »v resnici ne obstaja« in je »ime turistov«, v nasprotju z »bolj prizemljenim imenom domorodcev v Oslu, Frognerjev park«. Pravno ime celotnega parka v skladu z Zakonom o krajevnih imenih (stadnamnlova) je Frognerparken (Frognerjev park). Kiparska instalacija je bila kot del parka zaščitena po zakonu o dediščini 13. februarja 2009 pod imenom Frognerjev park in Vigelandova instalacija (norveško Frognerparken og Vigelandsanlegget), s čimer je njeno ime Vigelandsanlegget zapisano v zakonu.
Območje kipov v parku pokriva 80 hektarjev (320.000 m²) in ima 212 bronastih in granitnih skulptur, ki jih je zasnoval Gustav Vigeland. Most je bil prvi del, ki je bil odprt za javnost leta 1940. Most tvori 100 metro dolgo in 15 metrov široko povezavo med glavnimi vrati in fontano, obrobljeno z 58 skulpturami, vključno z enim bolj priljubljenih kipov v parku, Jeznim dečkom (Sinnataggen). Obiskovalci so lahko uživali v skulpturah, ko je bil večji del parka še v gradnji. Na koncu mostu leži otroško igrišče, zbirka osmih bronastih kipov, ki prikazujejo otroke pri igri.
Večina kipov v parku je izdelanih iz granita Iddefjord.
Bronasti vodnjak (Fontenen), ki je bil prvotno zasnovan tako, da stoji na ploščadi Eidsvolls pred norveškim parlamentom, krasi 60 posameznih bronastih reliefov in je obdan s 1800 kvadratnih metrov velikim črno-belim granitnim mozaikom.
Glavna vrata iz granita in kovanega železa Vigelandove instalacije služijo tudi kot vhod v Frognerjev park iz Kirkeveiena. Od tam vodi 850 m dolga os proti zahodu preko mostu do fontane in monolita ter se konča s kolesom življenja. Glavni vhod je sestavljen iz petih velikih vrat, dveh majhnih vrat za pešce in dveh vratnih hišic z bakreno streho, obe okrašene z vremenskimi loputami. Zasnovana so bila leta 1926, preoblikovana v 1930-ih in postavljena leta 1942. Financirala jih je norveška banka.
Plato Monolit je ploščad na severu parka, narejena iz stopnic, na kateri je sam totem Monolit. Na vzpetini je 36 skupin figur, ki predstavljajo temo krog življenja. Dostop do platoja poteka skozi osem vrat iz kovanega železa, ki prikazujejo človeške figure. Vrata so bila zasnovana med letoma 1933 in 1937 in postavljena kmalu po Vigelandovi smrti leta 1943.
Na najvišji točki parka leži najbolj priljubljena atrakcija parka, Monolit (Monolitten). Ime izhaja iz latinske besede monolithus, iz grške μονόλιθος (monolithos), μόνος, ki pomeni 'en' ali 'enoten' in λίθος 'kamen', v tem primeru pa gre za pravi monolit, ki je izdelan iz enega kosa trdnega kamna. Gradnja ogromnega spomenika se je začela leta 1924, ko ga je Gustav Vigeland oblikoval v glini v svojem studiu v Frognerju. Proces oblikovanja je trajal deset mesecev in domneva se, da je Vigeland uporabil skice iz leta 1919. Model je bil nato ulit v mavec.
Jeseni 1927 je bil iz kamnoloma v Haldnu v park dostavljen nekaj sto ton težak granitni blok. Postavili so ga leto kasneje in okoli njega zgradili leseno lopo, da bi zaščitili pred vremenskimi vplivi. Zraven so za referenco postavili Vigelandov mavčni model. Prenos zasnove se je začel leta 1929 za kar so trije zidarji potrebovali 14 let. Monolit je bil javnosti prvič prikazan na božič leta 1944 in 180.000 ljudi se je gnetlo v leseni lopi, da bi si lahko od blizu ogledalo stvaritev. Lopa je bila kmalu zatem porušena. Monolit je visok 14,12 metra in je sestavljen iz 121 človeških figur, ki se dvigajo proti nebu.
Na koncu osi instalacije je sončna ura, kovana leta 1930 (pred dvorcem na jugu parka je tudi sončna ura iz 1830-ih) in končno kamnita skulptura Kolo življenja, izklesana 1933–1934. Kolo prikazuje štiri odrasle osebe, otroka in dojenčka (dojenček in otrok sta na nasprotnih straneh).
Najnovejši dodatek v parku je kip z naslovom Presenečen (Overrasket), prvotno dokončan v mavcu leta 1942 le nekaj mesecev preden je bil eden od modelov za delo, avstrijska begunka Ruth Maier, poslana v Auschwitz in umorjena. Bronasti odlitek iz leta 2002 je zdaj nameščen v parku.
- Frognerjev park z Vigelandovo instalacijo v središču
- Monolit
- Frognerjev vodnjak, pogled z glavnega mostu
- Frognerjev vodnjak pozimi
- Glavni most pozimi
- Frognerjev park
- Frognerjev vodnjak

## Športni in kopalni objekti
Na obrobju parka je Frognerbadet (Frognerjeva kopališča), ki je bil odprt leta 1956. Stadion Old Frogner je bil odprt leta 1901 in je bil glavna arena za drsanje v mestu. Leta 1914 je bil sedanji Frognerjev stadion zgrajen tik ob starem stadionu. Na mestu starega Frognerjevega stadiona so danes teniška igrišča.

## V popularni kulturi
- Knjiga The Doomsday Key, ki jo je napisal avtor James Rollins, ima prizore v Frognerjevem parku
- Norveški film Elling prikazuje prizor, v katerem s seksom obsedeni Kjell-Bjarne skupaj z Ellingom občuduje skulpture v parku.
- Znanstvenofantastični roman Mockymen Iana Watsona uporablja park kot zaplet.
- Pesem Vigeland's Dream na albumu Out There Eleanor McEvoy opisuje sprehod po parku.
- Znanstvenofantastična novela Stanje umetnosti Iaina M. Banksa vključuje sprehod glavnih likov po parku.
- V detektivskem trilerju The Leopard, delu serije o Harryju Holeu, je Frognerjev park prizorišče senzacionalnega primera umora.
- V televizijski seriji Čoln ljubezni so nekateri člani ekipe obiskali in videli Vigelandove skulpture v parku v posebni oddaji dveh epizod.[13]
- Film Snežak iz leta 2017 prikazuje prizore v parku.